# Hypselodoris alboterminata
Hypselodoris alboterminata es una especie de babosa de mar, un molusco gasterópodo marino de la familia Chromodorididae.

## Distribución
Este nudibranquio se localiza en las islas hawaiianas del océano Pacífico central.

## Descripción
Hypselodoris alboterminata tiene un cuerpo que puede ir del amarillo al blanco con 2 a 3 líneas longitudinales moradas que corren a lo largo de su cuerpo. Los extremos anteriores y posteriores del manto están marcados con lunares blancos. La branquia y el rinóforo son blancos, manchados con rayas o bandas rojas.
Esta especie puede alcanzar una longitud total de al menos 15 mm.